# Heteragrion cooki
Heteragrion cooki är en trollsländeart som beskrevs av Daigle och Tennessen 2000. Heteragrion cooki ingår i släktet Heteragrion och familjen Megapodagrionidae. Inga underarter finns listade i Catalogue of Life.